# Aspidophryxus frontalis
Aspidophryxus frontalis är en kräftdjursart som beskrevs av Jean Baptiste François René Koehler 1911. Aspidophryxus frontalis ingår i släktet Aspidophryxus och familjen Dajidae. Inga underarter finns listade i Catalogue of Life.